# Hypsobadistes gracilior
Hypsobadistes gracilior är en insektsart som beskrevs av Theodore Huntington Hubbell 1977. Hypsobadistes gracilior ingår i släktet Hypsobadistes och familjen grottvårtbitare. Inga underarter finns listade i Catalogue of Life.